# Polymixis xanthomista
Polymixis xanthomista là một loài bướm đêm trong họ Noctuidae.

## Hình ảnh

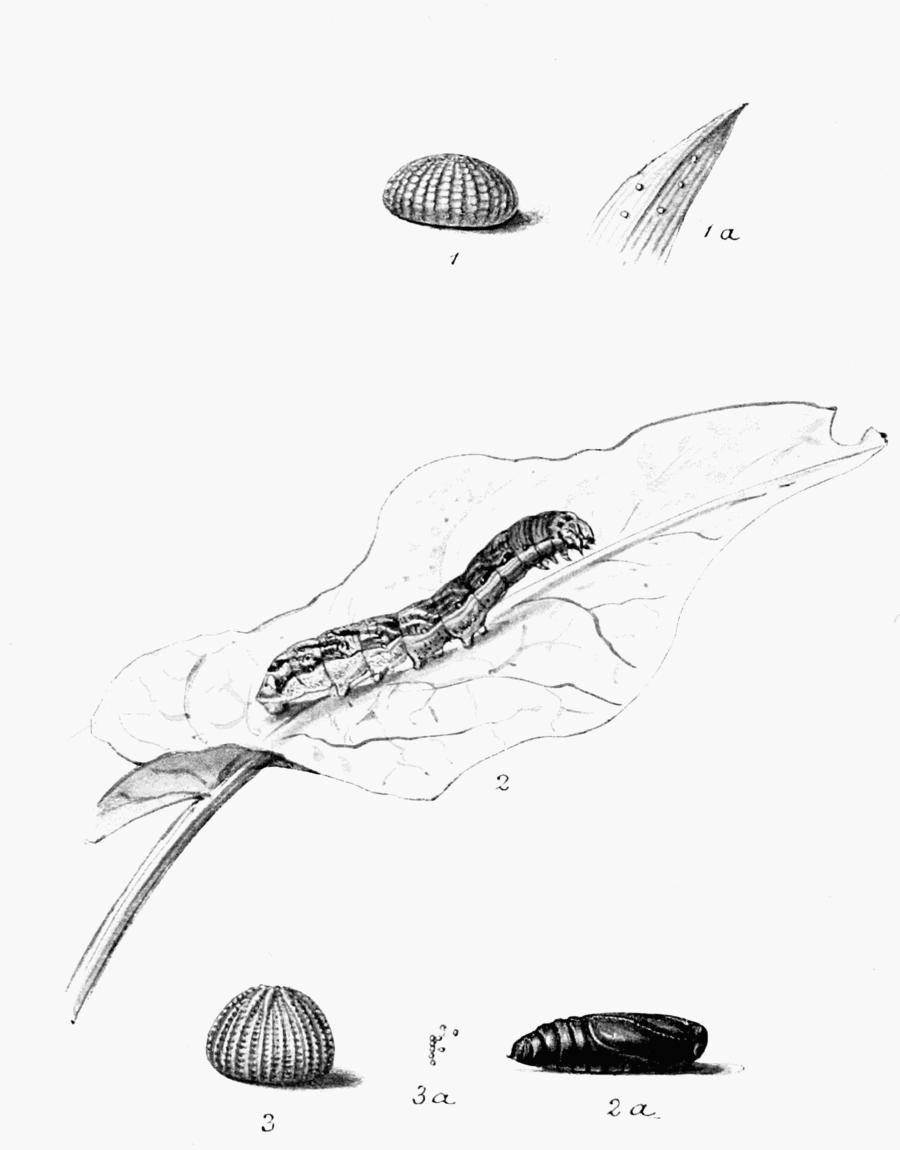
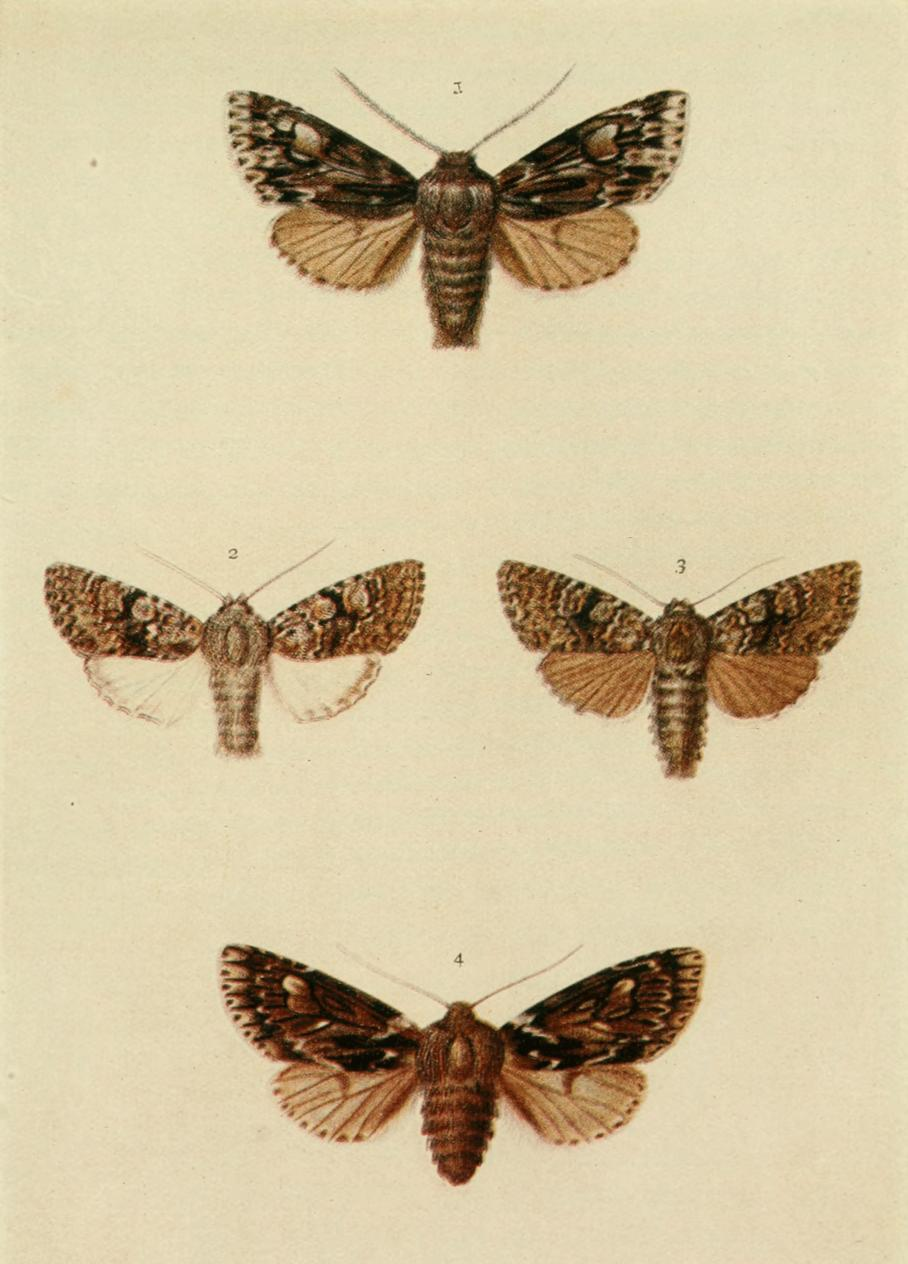